# Дискография Кеши
Дискография американской поп-певицы Кеши состоит из пяти студийных альбомов, двух мини-альбомов, одного сборника ремиксов, девяти собственных синглов и четырёх синглов в качестве приглашённого исполнителя. С 18 лет Кеша сотрудничает с продюсером и автором песен Dr. Luke и его звукозаписывающей компанией. Впервые Кеша стала известна в начале 2009 года благодаря участию в записи вокала в песне Флоу Райда «Right Round».
Дебютный альбом Кеши Animal был выпущен в январе 2010 года и возглавил чарты Канады, Греции и США, дебютировав сразу же на 1 месте Billboard 200. Альбом был продан в количестве 152000 копий, из которых продажи через интернет составили 76 %. С него было издано 4 сингла. Дебютный сингл, «Tik Tok», вышел 7 августа 2009. Он возглавил чарты 11 стран и получил статус Платинового в Австралии, Канаде, Германии и Новой Зеландии. Песня находилась на вершине Billboard Hot 100 9 недель подряд; к июлю 2010 года было продано 5 миллионов копий сингла. «Blah Blah Blah», «Your Love Is My Drug» и «Take It Off» стали следующими синглами.
Переиздание дебютного альбома получило название Cannibal в ноябре 2010 года, и достигло первой двадцатки в чартах США и Канады. Первый сингл из мини-альбомов We R Who We R достиг первой строчки в чартах Америки, Австралии, Великобритании. Песня Blow была выпущена в качестве второго сингла. Песня попала в первую десятку чартов некоторых стран.
Кеша выпустила свой второй студийный альбом Warrior, 4 декабря 2012 года. Первым синглом из альбома стала песня Die Young.

## Альбомы

### Студийные альбомы
| Название                                    | Информация                                                                                | Позиции в чартах | Позиции в чартах | Позиции в чартах | Позиции в чартах | Позиции в чартах | Позиции в чартах | Позиции в чартах | Позиции в чартах | Позиции в чартах | Позиции в чартах | Сертификация                                                                                     | Продажи                                         |
| Название                                    | Информация                                                                                | [ 8 ]            | [ 9 ]            | [ 10 ]           | [ 8 ]            | [ 11 ]           | [ 12 ]           | [ 13 ]           | [ 14 ]           | [ 15 ]           | [ 16 ]           | Сертификация                                                                                     | Продажи                                         |
| ------------------------------------------- | ----------------------------------------------------------------------------------------- | ---------------- | ---------------- | ---------------- | ---------------- | ---------------- | ---------------- | ---------------- | ---------------- | ---------------- | ---------------- | ------------------------------------------------------------------------------------------------ | ----------------------------------------------- |
| Animal                                      | - Релиз: 1 января 2010 - Лейбл: RCA - Формат: CD, цифровая дистрибуция, винил             | 1                | 4                | 4                | 1                | 7                | 8                | 3                | 6                | 3                | 8                | - : 2×Платиновый - : 2×Платиновый - : Золотой - : Золотой - : Платиновый - : Золотой - : Золотой | - В мире: 4.500.000+ - : 1.400.000 - : 200.000+ |
| Warrior                                     | - Релиз: 4 декабря 2012 - Лейбл: RCA - Формат: CD, цифровая дистрибуция, винил            | 6                | 12               | 9                | 10               | 81               | 64               | 49               | 30               | 29               | 66               |                                                                                                  | - : 300,000 - В мире: 500,000+                  |
| Rainbow                                     | - Релиз: 11 августа 2017 - Лейбл: Kemosabe, RCA - Формат: CD, цифровая дистрибуция, винил | 1                | 3                | 16               | 1                | 33               | 2                | 42               | 4                | 14               | 4                |                                                                                                  | - : 90,000                                      |
| High Road                                   | - Релиз: 31 января 2020 - Лейбл: Kemosabe, RCA - Формат: CD, цифровая дистрибуция, винил  | 7                | 26               | —                | 20               | —                | —                | —                | —                | —                | 63               |                                                                                                  | - : 45,000                                      |
| Gag Order                                   | - Релиз: 19 мая 2023 - Лейбл: Kemosabe, RCA - Формат: CD, цифровая дистрибуция, винил     | 168              | —                | —                | —                | —                | —                | —                | —                | —                | —                |                                                                                                  |                                                 |
| «—» обозначает, что альбом не вошёл в чарт. |                                                                                           |                  |                  |                  |                  |                  |                  |                  |                  |                  |                  |                                                                                                  |                                                 |

### Переизданные альбомы
| Название          | Информация                                                                                  | Позиции в чартах | Позиции в чартах | Позиции в чартах | Позиции в чартах | Позиции в чартах |
| Название          | Информация                                                                                  | Австрия          | Греция           | Новая Зеландия   | Республика Корея | Великобритания   |
| ----------------- | ------------------------------------------------------------------------------------------- | ---------------- | ---------------- | ---------------- | ---------------- | ---------------- |
| Animal + Cannibal | - Релиз: 19 ноября 2010 года - Лейбл: Kemosabe, RCA - Формат: CD, DVD, цифровая дистрибуция | 67               | 35               | 22               | 64               | 22               |

### Мини-альбомы
| Название                                    | Информация                                                                         | Позиции в чартах | Позиции в чартах | Позиции в чартах | Позиции в чартах | Позиции в чартах | Продажи    |
| Название                                    | Информация                                                                         | [ 30 ]           | [ 10 ]           | [ 31 ]           | [ 13 ]           | [ 32 ]           | Продажи    |
| ------------------------------------------- | ---------------------------------------------------------------------------------- | ---------------- | ---------------- | ---------------- | ---------------- | ---------------- | ---------- |
| Cannibal                                    | - Релиз: 19 ноября 2010 - Лейбл: RCA - Формат: CD, цифровая дистрибуция, винил     | 15               | 67[b]            | 14               | 50               | 34[b]            | - : 74.000 |
| Deconstructed                               | - Релиз: 4 декабря 2012 - Лейбл: RCA / Kemosabe - Формат: CD, цифровая дистрибуция | —                | —                | —                | —                | —                |            |
| «—» обозначает, что альбом не вошёл в чарт. |                                                                                    |                  |                  |                  |                  |                  |            |

### Ремикс-альбомы
| Название                                                           | Информация                                                                         | Позиции в чартах | Позиции в чартах | Позиции в чартах | Позиции в чартах      | Позиции в чартах          | Продажи     |
| Название                                                           | Информация                                                                         | Billboard 200    | US Dance         | ARIA Charts      | Canadian Albums Chart | South Korean Albums Chart | Продажи     |
| ------------------------------------------------------------------ | ---------------------------------------------------------------------------------- | ---------------- | ---------------- | ---------------- | --------------------- | ------------------------- | ----------- |
| I Am the Dance Commander + I Command You to Dance: The Remix Album | - Релиз: 18 марта 2011 - Лейбл: RCA / Kemosabe - Формат: CD, цифровая дистрибуция  | 36               | 1                | 46               | 37                    | 84                        | - : 118,000 |
| Animal + Cannibal — The Remix Album                                | - Релиз: 27 апреля 2011 - Лейбл: RCA / Kemosabe - Формат: CD, цифровая дистрибуция | —                | —                | —                | —                     | —                         |             |

## Синглы

### Альбомные синглы
| Название                                                           | Год  | Позиции в чартах | Позиции в чартах | Позиции в чартах | Позиции в чартах | Позиции в чартах | Позиции в чартах | Позиции в чартах | Позиции в чартах | Позиции в чартах | Позиции в чартах | Статус | Альбом      |
| Название                                                           | Год  | [ 39 ]           | [ 9 ]            | [ 10 ]           | [ 39 ]           | [ 40 ]           | [ 12 ]           | [ 41 ]           | [ 14 ]           | [ 15 ]           | [ 16 ]           | Статус | Альбом      |
| ------------------------------------------------------------------ | ---- | ---------------- | ---------------- | ---------------- | ---------------- | ---------------- | ---------------- | ---------------- | ---------------- | ---------------- | ---------------- | --- | ----------- |
| «Tik Tok»                                                          | 2009 | 1                | 1                | 1                | 1                | 1                | 3                | 3                | 1                | 1                | 4                | - : 5× Платиновый - : Платиновый - : Золотой - : Платиновый - : Золотой - : Платиновый - : Золотой - : 7× Платиновый - : Платиновый - : 2х Платиновый - : Золотой - : Платиновый - : 2× Платиновый - : 5× Платиновый | Animal      |
| «Blah Blah Blah» (featuring 3OH!3)                                 | 2010 | 7                | 3                | 21               | 3                | 11               | 18               | —                | 7                | 30               | 11               | - : Платиновый - : 2× Платиновый - : Золотой - : Платиновый | Animal      |
| «Your Love Is My Drug»                                             | 2010 | 4                | 3                | 12               | 6                | 19               | 10               | 33               | 15               | 34               | 13               | - : Платиновый - : Золотой - : 2× Платиновый | Animal      |
| «Take It Off»                                                      | 2010 | 8                | 5                | —                | 8                | —                | 12               | 81               | 11               | —                | 15               | - : Золотой - : Золотой - : Платиновый | Animal      |
| «We R Who We R»                                                    | 2010 | 1                | 1                | 26               | 2                | —                | 32               | 5                | 4                | 36               | 1                | - : Платиновый - : Золотой | Cannibal    |
| «Blow»                                                             | 2011 | 7                | 10               | 22               | 12               | 39               | 28               | —                | 8                | —                | 32               | | Cannibal    |
| «Die Young»                                                        | 2012 | 2                | 3                | 4                | 4                | 20               | 14               | 31               | 9                | 23               | 7                | | Warrior     |
| «C'Mon»                                                            | 2013 | 27               | 19               | —                | 16               | —                | 33               | —                | 22               | —                | 70               | | Warrior     |
| «Crazy Kids» (featuring Will.I.Am or Juicy J)                      | 2013 | 39               | 58               | 32               | —                | 47               | 56               | 14               | —                | 4                | 27               | | Warrior     |
| «Praying»                                                          | 2017 | 22               | 6                | 68               | 11               | —                | 23               | 84               | 37               | 64               | 26               | | Rainbow     |
| «Learn To Let Go»                                                  | 2017 | 97               | —                | —                | 81               | —                | —                | —                | —                | —                | —                | | Rainbow     |
| «Woman» (featuring The Dap-Kings Horns)                            | 2018 | 96               | 78               | —                | 80               | —                | —                | —                | —                | —                | —                | | Rainbow     |
| «Raising Hell» (featuring Big Freedia)                             | 2019 | —                | —                | —                | —                | —                | 97               | —                | —                | —                | —                | | High Road   |
| «My Own Dance»                                                     | 2019 | —                | —                | —                | —                | —                | —                | —                | —                | —                | —                | | High Road   |
| «Resentment» (featuring Sturgill Simpson, Brian Wilson and Wrabel) | 2019 | —                | —                | —                | —                | —                | —                | —                | —                | —                | —                | | High Road   |
| «Tonight»                                                          | 2020 | —                | —                | —                | —                | —                | —                | —                | —                | —                | —                | | High Road   |
| «Since I Was Young» (with Wrabel)                                  | 2020 | —                | —                | —                | —                | —                | —                | —                | —                | —                | —                | | без альбома |
| «Drop Dead» (with Grandson and Travis Barker)                      | 2021 | —                | —                | —                | —                | —                | —                | —                | —                | —                | —                | | без альбома |
| «Fine Line»                                                        | 2023 | —                | —                | —                | —                | —                | —                | —                | —                | —                | —                | | Gag Order   |
| «Eat the Acid»                                                     | 2023 | —                | —                | —                | —                | —                | —                | —                | —                | —                | —                | | Gag Order   |
| «Only Love Can Save Us Now»                                        | 2023 | —                | —                | —                | —                | —                | —                | —                | —                | —                | —                | | Gag Order   |
| «Joyride»                                                          | 2024 | —                | —                | —                | —                | —                | 83               | —                | —                | —                | 88               | | Period      |
| «Delusional»                                                       | 2024 | —                | —                | —                | —                | —                | —                | —                | —                | —                | —                | | Period      |
| «Yippee-Ki-Yay»                                                    | 2025 | —                | —                | —                | —                | —                | —                | —                | —                | —                | —                | | Period      |
| «—», что сингл не вошёл в чарт.                                    |      |                  |                  |                  |                  |                  |                  |                  |                  |                  |                  | |             |

### В качестве приглашённой звезды
| Название                                                      | Год  | Позиции в чартах | Позиции в чартах | Позиции в чартах | Позиции в чартах | Позиции в чартах | Позиции в чартах | Позиции в чартах | Позиции в чартах | Позиции в чартах | Сертификация                                                                                             | Альбом            |
| Название                                                      | Год  | [ 54 ]           | [ 9 ]            | [ 10 ]           | [ 55 ]           | [ 56 ]           | [ 12 ]           | [ 14 ]           | [ 15 ]           | [ 57 ]           | Сертификация                                                                                             | Альбом            |
| ------------------------------------------------------------- | ---- | ---------------- | ---------------- | ---------------- | ---------------- | ---------------- | ---------------- | ---------------- | ---------------- | ---------------- | --- | ----------------- |
| «Right Round» (Flo Rida при участии Ke$ha)[a]                 | 2009 | 1                | 1                | 2                | 1                | 4                | 1                | 2                | 2                | 1                | - : 4× Платиновый - : 3× Платиновый - : Золотой - : Золотой - : 3× Платиновый - : Платиновый - : Золотой | R.O.O.T.S.        |
| «Dirty Picture» (Taio Cruz при участии Ke$ha)                 | 2010 | 96               | 16               | —                | 49               | —                | 10               | 12               | —                | 6                | - : Золотой                                                                                              | Rokstarr          |
| «My First Kiss» (3OH!3 при участии Ke$ha)                     | 2010 | 9                | 13               | 28               | 28               | —                | 10               | 15               | —                | 7                | - : Золотой - : Золотой - : Платиновый                                                                   | Streets of Gold   |
| «Timber» (Pitbull при участии Ke$ha)                          | 2013 | 1                | 4                | 1                | 1                | 1                | 2                | —                | 3                | 1                | | Meltdown — EP     |
| «True Colors» (Zedd при участии Kesha)                        | 2016 | 74               | 76               | —                | 66               | —                | 81               | —                | —                | 78               | | True Colors       |
| «Good Old Days» (Macklemore при участии Kesha)                | 2017 | 54               | 8                | 24               | 40               | 50               | 34               | 14               | 24               | 79               | | Gemini            |
| «Body Talks» (The Struts при участии Kesha)                   | 2018 | —                | —                | —                | —                | —                | —                | —                | —                | —                | | Young & Dangerous |
| «Safe» (Sage при участии Chika и Kesha)                       | 2018 | —                | —                | —                | —                | —                | —                | —                | —                | —                | | без альбома       |
| «Chasing Rainbows» (Big Freedia при участии Kesha)            | 2020 | —                | —                | —                | —                | —                | —                | —                | —                | —                | | Louder            |
| «They’s A Person Of The World» (Black Lips при участии Kesha) | 2020 | —                | —                | —                | —                | —                | —                | —                | —                | —                | | без альбома       |
| «Since I Was Young» (Wrable при участии Kesha)                | 2020 | —                | —                | —                | —                | —                | —                | —                | —                | —                | | без альбома       |
| «Stronger» (Sam Feldt при участии Kesha)                      | 2021 | —                | —                | —                | —                | —                | —                | —                | —                | —                | | без альбома       |
| «Fancy Like» (Walker Hayes при участии Kesha)                 | 2021 | —                | —                | —                | —                | —                | —                | —                | —                | —                | | Country Stuff     |
| «—» обозначает, что сингл не вошёл в чарт.                    |      |                  |                  |                  |                  |                  |                  |                  |                  |                  | |                   |

### Промосинглы
| Title                                                                                         | Год  | Позиции в чартах | Позиции в чартах | Позиции в чартах | Позиции в чартах | Позиции в чартах | Сертификация | Альбом                                                      |
| Title                                                                                         | Год  | US               | AUS              | CAN              | NZ Heat.         | UK Sales         | Сертификация | Альбом                                                      |
| --------------------------------------------------------------------------------------------- | ---- | ---------------- | ---------------- | ---------------- | ---------------- | ---------------- | ------------ | ----------------------------------------------------------- |
| «Sleazy»                                                                                      | 2010 | 51               | —                | 46               | —                | —                | - RIAA: Gold | Cannibal                                                    |
| «Cannibal»                                                                                    | 2010 | 77               | —                | 62               | —                | —                |              | Cannibal                                                    |
| «Sleazy Remix 2.0: Get Sleazier» (featuring Lil Wayne, Wiz Khalifa, T.I. & André 3000)        | 2011 | 37               | —                | 46               | —                | —                |              | без альбома                                                 |
| «Till the World Ends» (The Femme Fatale Remix) (Britney Spears featuring Nicki Minaj & Ke$ha) | 2011 | 3                | —                | 4                | —                | —                |              | без альбома                                                 |
| «Learn to Let Go»                                                                             | 2017 | 97               | —                | 81               | —                | 48               |              |                                                             |
| «Hymn»                                                                                        | 2017 | —                | —                | —                | 6                | —                |              | Rainbow                                                     |
| «Here Comes the Change»                                                                       | 2018 | —                | —                | —                | —                | —                |              | без альбома                                                 |
| «Rich, White, Straight Men»                                                                   | 2019 | —                | —                | —                | —                | —                |              |                                                             |
| «Best Day» (Angry Birds 2 Remix)                                                              | 2019 | —                | —                | —                | —                | —                |              | The Angry Birds Movie 2: Original Motion Picture Soundtrack |
| «Resentment» (featuring Brian Wilson & Sturgill Simpson)                                      | 2019 | —                | —                | —                | —                | —                |              | High Road                                                   |
| «Tonight»                                                                                     | 2020 | —                | —                | —                | —                | —                |              | High Road                                                   |
| «—» denotes a recording that did not chart or was not released in that territory.             |      |                  |                  |                  |                  |                  |              |                                                             |

## Другие песни, вошедшие в чарты
| Название                                   | Год  | Позиции в чартах | Позиции в чартах | Позиции в чартах | Позиции в чартах | Альбом                                                             |
| Название                                   | Год  | [ 70 ]           | [ 71 ]           | [ 72 ]           | NZ Heat.         | Альбом                                                             |
| ------------------------------------------ | ---- | ---------------- | ---------------- | ---------------- | ---------------- | ------------------------------------------------------------------ |
| «Kiss n Tell»                              | 2010 | —                | 91               | 163              | —                | Animal                                                             |
| «Dinosaur»                                 | 2010 | —                | —                | 180              | —                | Animal                                                             |
| "Animal                                    | 2010 | —                | —                | —                | —                | Animal                                                             |
| «Crazy Beautiful Life»                     | 2010 | 93               | —                | —                | —                | Cannibal                                                           |
| «Grow A Pear»                              | 2010 | —                | —                | —                | —                | Cannibal                                                           |
| «Fuck Him He’s A DJ»                       | 2011 | 97               | 75               | —                | —                | I Am the Dance Commander + I Command You to Dance: The Remix Album |
| «Thinking Of You»                          | 2012 | —                | —                | —                | —                | Warrior                                                            |
| «Warrior»                                  | 2012 | —                | —                | —                | —                | Warrior                                                            |
| «Rainbow»                                  | 2017 | —                | —                | —                | 9                | Rainbow                                                            |
| «—» обозначает, что песня не вошла в чарт. |      |                  |                  |                  |                  |                                                                    |

## Видеоклипы
| Название                        | Год  | Режиссёр                  | Исполнитель                     |
| ------------------------------- | ---- | ------------------------- | ------------------------------- |
| «Right Round»                   | 2009 | Малкольм Джонс            | Flo Rida feat. Ke$ha            |
| «Tik Tok»                       | 2009 | Syndrome                  | Ke$ha                           |
| «Blah Blah Blah»                | 2010 | Брендан Мэллори           | Ke$ha feat. 3OH!3               |
| «Dirty Picture»                 | 2010 | Алекс Хэррон              | Taio Cruz feat. Ke$ha           |
| «Your Love Is My Drug»          | 2010 | Honey                     | Ke$ha                           |
| «My First Kiss»                 | 2010 | Айсак Равишанкара         | 3OH!3 feat. Ke$ha               |
| «Take It Off»                   | 2010 | Пол Хантер и Дори Осковиц | Ke$ha                           |
| «We R Who We R»                 | 2010 | Хайп Уилльямс             | Ke$ha                           |
| «Animal»                        | 2010 | SKINNY                    | Ke$ha                           |
| «Take It Off» (Friends Version) | 2010 | SKINNY                    | Ke$ha                           |
| «Stephen»                       | 2010 | SKINNY                    | Ke$ha                           |
| «Blow»                          | 2011 | Крис Маррс Пилиеро        | Ke$ha                           |
| «Die Young»                     | 2012 | Даррен Крэйг              | Ke$ha                           |
| «C’Mon»                         | 2013 | Даррен Крэйг              | Ke$ha                           |
| «Crazy Kids»                    | 2013 | Даррен Крэйг              | Ke$ha feat. Will.I.Am           |
| «Timber»                        | 2013 | Дэвид Руссо               | Pitbull feat. Ke$ha             |
| «Dirty Love»                    | 2013 | Кеша                      | Kesha                           |
| «Praying»                       | 2017 | Джонас Окерлунд           | Kesha                           |
| «Woman»                         | 2017 | Кеша и Лаган Себерт       | Kesha feat. The Dap-Kings Horns |
| «Learn To Let Go»               | 2017 | Исаак Равишанкара         | Kesha                           |
| «Rainbow»                       | 2017 | неизвестно                | Kesha                           |
| «I Need A Woman To Love»        | 2018 | Лаган Себерт              | Kesha                           |
| «Hymn»                          | 2018 | Исаак Равишанкара         | Kesha                           |
| «Here Comes The Change»         | 2018 | Джонас Окерлунд           | Kesha                           |
| «Raising Hell»                  | 2019 | Люк Гилфорд               | Kesha feat. Big Freedia         |
| «My Own Dance»                  | 2019 | Элли Авитал               | Kesha                           |
| «Stronger»                      | 2021 | Эндрю Донохо              | Sam Feldt feat. Kesha           |

1. ^  В американском издании Кеша не была указана в качестве приглашённой звезды[82]
2. ^  В некоторых странах Cannibal вошёл в чарты как приложение к Animal под названием Animal + Cannibal.

### Комментарии
1. ↑  Sales of Animal, Cannibal, I Am the Dance Commander + I Command You to Dance: The Remix Album and Warrior in the United States as of March 2016.[83]
2. ↑  "Kiss n Tell" did not enter the Billboard Hot 100, but peaked at number 9 on the Bubbling Under Hot 100 Singles chart.[73]
3. ↑  "Animal" did not enter the Billboard Hot 100, but peaked at number 25 on the Bubbling Under Hot 100 Singles chart.[73]
4. ↑  "Grow a Pear" did not enter the Billboard Hot 100, but peaked at number 21 on the Bubbling Under Hot 100 Singles chart.[73]
5. ↑  "Thinking of You" did not enter the Billboard Hot 100, but peaked at number 14 on the Bubbling Under Hot 100 Singles chart.[73]
6. ↑  "Warrior" did not enter the Billboard Hot 100, but peaked at number 25 on the Bubbling Under Hot 100 Singles chart.[73]
7. ↑  "Rainbow" did not enter the Billboard Hot 100, but peaked at number 13 on the Bubbling Under Hot 100 Singles chart.[73]